# The Train I'm On
| Recensione              | Giudizio |
| ----------------------- | -------- |
| AllMusic                | [ 1 ]    |
| Dizionario del Pop-Rock | [ 2 ]    |

The Train I'm On è il quinto album discografico del cantautore statunitense Tony Joe White, pubblicato dalla casa discografica Warner Bros. Records nel maggio del 1972.

## Tracce

### LP
Lato A
Testi e musiche di Tony Joe White, eccetto dove indicato.
1. I've Got a Thing About You Baby – 2:39
2. The Family – 3:27 (Jan Hurley, Ronnie Wilkins)
3. If I Ever Saw a Good Thing – 3:12
4. Beouf River Road – 3:18
5. The Train I'm On – 3:08
6. Even Trolls Love Rock and Roll – 5:02

Lato B
Testi e musiche di Tony Joe White, eccetto dove indicato.
1. As the Crow Flies – 3:45
2. Take Time to Love – 2:58 (Tony Joe White, Donnie Fritts)
3. 300 Pounds of Hongry – 2:41 (Eddie Hinton, Donnie Fritts)
4. The Migrant – 3:53
5. Sidewalk Hobo – 4:08
6. The Gospel Singer – 3:26

## Musicisti
- Tony Joe White - voce, chitarra acustica (in tutti i brani eccetto in: Even Trolls Love Rock and Roll e 300 Pounds of Hongry)
- Tony Joe White - chitarra elettrica (nei brani: Even Trolls Love Rock and Roll e 300 Pounds of Hongry)
- Tippy Armstrong - chitarra acustica (eccetto nei brani: Beouf River Road, As the Crow Flies e The Gospel Singer)
- Tippy Armstrong - chitarra elettrica (nei brani: Beouf River Road, As the Crow Flies e The Gospel Singer)
- John Hughey - chitarra pedal steel (nei brani: The Train I'm On e The Migrant)
- Barry Beckett - piano, clavinet, organo
- Ronnie Baron - organo, pianoforte elettrico, vibrafono, congas
- The Elegant Alabama Leaning Man (Donnie Fritts) - organo (brano: Take Time to Love)
- Charles Chalmers - sassofoni (brano: If I Ever Saw a Good Thing), accompagnamento vocale e cori
- David Hood - basso
- Roger Hawkins - batteria, jew's harp, maracas, cowbell
- Donna Rhodes - accompagnamento vocale e cori
- Sandy Rhodes - accompagnamento vocale e cori
- Terry Woodford - accompagnamento vocale e cori
- George Soule - accompagnamento vocale e cori
- Jerry Masters - accompagnamento vocale e cori
- Tom Dowd - arrangiamento parti vocali e cori
- Arif Mardin - arrangiamento strumenti a corda

Note aggiuntive
- Jerry Wexler e Tom Dowd - produttori
- Registrazioni effettuate al Muscle Shoals Sound, Muscle Shoals, Sheffield, Alabama (Stati Uniti)
- Jimmy Johnson, Jerry Masters e Tom Dowd - ingegnere delle registrazioni
- Jim Marshall - fotografia
- Ed Thrasher - art direction
- Dave Bhang - design album[4]